# Hans-Georg Beyer
Hans-Georg Beyer, nemški rokometaš, * 3. september 1956, Eisenhüttenstadt.
Leta 1980 je na poletnih olimpijskih igrah v Moskvi v sestavi vzhodnonemške rokometne reprezentance osvojil zlato olimpijsko medaljo.